# Storhån (Idre socken, Dalarna, 687987-131380)
Storhån är en sjö i Älvdalens kommun i Dalarna och ingår i Dalälvens huvudavrinningsområde.